# Lovecraft (gruppo musicale)
Lovecraft è un gruppo musicale statunitense formatosi dopo lo scioglimento dei H. P. Lovecraft agli inizi del 1969. George Edwards e Michael Tegza, due dei fondatori del vecchio gruppo, decidono di riformarne uno nuovo con altri componenti e scelgono il nome abbreviato "Lovecraft". Ma la nuova avventura inizia male, Edwards se ne va ancora prima dell'incisione del primo album. I restanti pubblicheranno comunque Valley of the Moon nel 1970, ma si separeranno poco dopo.
Nel 1975 Michael Tegza tenta una nuova resurrezione del gruppo con il nome di Love Craft, ma una volta ultimato l'unico album We Love You Whoever You Are, la band si scioglierà definitivamente.

## Storia del gruppo
Dopo lo scioglimento dei H. P. Lovecraft, alla fine del 1969 George Edwards e Michael Tegza riformano la band con il nome abbreviato di Lovecraft (probabilmente per ragioni di copyright). La nuova formazione includeva due membri della band Aorta di Chicago: il chitarrista Jim Donlinger e il bassista Michael Been.  Inizialmente c'era la speranza che si unisse anche Dave Michaels, ma lui rinunciò e allora reclutarono il tastierista e cantante Marty Grebb, già con i The Buckinghams. Grebb, polistrumentista, era pure lui con gli Aorta prima di passare a The Buckinghams. Ottenuto un contratto con la Reprise Records, Edwards esce dal progetto e torna ad esibirsi come cantante folk solista.
I restanti membri del gruppo completano le registrazioni di un album intitolato Valley of the Moon, e iniziano subito un tour, facendo da supporto alla Boz Scaggs Band e più tardi a Leon Russell.  L'album Valley of the Moon vede il gruppo abbandonare la psichedelia che aveva caratterizzato la musica degli H. P. Lovecraft e invece proporre un sound rock più rilassato, che ricorda in qualche modo Crosby, Stills & Nash o gli Uriah Heep.  Quando però Valley of the Moon viene pubblicato, i Lovecraft già si separano e l'album, assieme al singolo "We Can Have It Altogether", fallisce commercialmente e resta fuori dalle classifiche.
In seguito allo scioglimento della band, Tegza si unisce a Edwards nella band Elixir, suonando nel 1971 in una serie di spettacoli ma senza mai lasciare alcuna registrazione.  Degli altri ex-membri dei Lovecraft, Grebb va a formare The Fabulous Rhinestones e poi a intraprendere una carriera di solista e sessione man, egli suonerà con Paul Butterfield, Joe Walsh, David Sanborn, Jeff Beck, Stephen Stills, Ted Nugent, Todd Rundgren, Bonnie Raitt, Leon Russell, Stevie Nicks, Gregg Allman, Willie Nelson, Etta James, Rick Danko, Rosanne Cash e Eric Clapton.; Been si unisce a Jerry Miller e Bob Mosley (ambedue ex-membri dei Moby Grape) nei Fine Wine e registra l'album Fine Wine nel 1976, prima di passare alla new wave con la band The Call durante gli anni '80 e '90;; infine Donlinger che registra alcuni album da solista e pubblica una autobiografia intitolata Space Traveller: A Musician's Odyssey.
Nel 1975, Tegza mise insieme ancora un'altra variante del gruppo, questa volta in stile funk, con il nome di Love Craft, con la cantante Lalomie Washburn.  Love Craft pubblicarono l'album We Love You Whoever You Are per la Mercury Records nel 1975 ma vendette pochissimo e così la band venne scaricata dalla loro casa discografica e dopo un po' si sciolse.  Nel 1980, Tegza e il chitarrista Frankie Capek già nei Love Craft cercarono di formare una seconda versione della band, arruolando il cantante Marc Scherer e il bassista Mark Gardner per completare la formazione.  Con un repertorio consistente di pop music contemporanea e di vecchio materiale psichedelico, il gruppo riuscì a suscitare l'interesse di qualche etichetta, ma si sciolse prima di sottoscrivere un contratto, a causa dell'abbandono di Scherer.  Da allora si sono perse le tracce di Tegza, quantunque si sente dire sia divenuto un aderente alla Nuova nascita cristiana ed attualmente viva in Texas. Nonostante il coinvolgimento di Tegza ed Edwards nei Lovecraft e nei Love Craft, nessuna delle due band viene considerata come seriamente connessa agli H. P. Lovecraft o alla loro storia, oltre alle ovvie somiglianze nei nomi e alla condivisione di alcuni membri delle formazioni.

## Formazione
- George Edwards – voce, chitarra (1969–1970)
- Michael Tegza – batteria (1969–1971)
- Jim Donlinger – chitarra (1969–1971)
- Michael Been – basso (1969–1971)
- Marty Grebb – tastiere, voce (1969–1971)

## Discografia

### Album
- 1970 - Valley of the Moon

### Singoli
- 1971 - "We Can Have It Altogether" / "Will I Know When My Time Comes?" (Reprise 0996)

## Formazione Love Craft 1975
- Lalomie Washburn – voce, percussioni
- Michael Tegza – batteria
- George Agosto – percussioni
- Frank Capek – chitarra
- Craig Gigstad – basso
- Mark Justin – sintetizzatore, tastiere
- Jorge Juan Rodriguez – chitarra

## Discografia Love Craft 1975

### Album
- 1975 - We Love You Whoever You Are

### Singoli
- 1975 - "I Feel Better"/"Flight" (Mercury 73698)
- 1975 - "Ain't Gettin' None"/"We Love You" (Mercury 73707)